# Mezey Mária
Mezey Mária (Kecskemét, 1909. október 16. – Budakeszi, 1983. április 20.) magyar színésznő, érdemes és kiváló művész.

## Élete
Kecskeméten, az akkori Halasi Kis utca 62. szám alatt (mai Forrás utca és Horváth Döme körút), édesapjának, dr. Mezei Pál (1881–1938) közjegyzőnek akkori szolgálati székhelyén született. Édesanyja, Igó Mária (1882–1909) okleveles tanítónő, a szülést követő gyermekágyi lázban, 26 évesen meghalt. Az özvegy édesapa 28 esztendősen a kis, árván maradt gyermeket 11 hónapos koráig egyedül nevelte, majd egy nálánál hat évvel fiatalabb, éppen megözvegyült asszonyt vett feleségül. A kislány, e házasság révén egy mostohanővérkéhez jutott. Az esküvőt követő néhány nap múlva, a kecskeméti földrengés házak százait döntötte romba. Mezeyéké is erre a sorsa jutott, összedőlt, ám csodával határos módon senki sem sérült meg. A Mezey családnak így Kecskeméten nem maradt lakása.
Édesapját, a felesége révén kapott újdonsült rokonok közbenjárására, székelyudvarhelyi helyettes közjegyzővé nevezték ki, de rosszul érezte magát ebben a kényszerű helyzetben, a protekció miatt. A vesztes háború utáni impériumváltást követően Erdélyt otthagyva, önálló ügyvédi irodát nyitott Szegeden.

## Tanulmányai
Mezey Mária itt, a Tisza-parti városban járt iskolába, majd érettségi után, apja kívánságának megfelelően a Szegedi Ferenc József Tudományegyetem jogi karán kezdte meg felsőbb tanulmányait. Későbbi férje, Paulovits Tibor jogászhallgató kedvéért átiratkozott a magyar–francia–filozófia szakra, a bölcsészkarra. „Hónapos szobákban” éltek három éven át. Mária érezte, hogy egyre inkább eltávolodik a színészmesterségtől, amire gyerekkora óta készült. Felkereste apját, aki addigra már belefáradt a színészet ellen való hadakozásába (korábban egyszer lánya fejét még kopaszra is nyíratta), és megengedte, hogy hivatást változtasson. Mária otthagyta az egyetemet, ifjú férjét, és a fővárosba költözött.

## Pályája
1928-ban Rózsahegyi Kálmán magániskolájába iratkozott be, és az Országos Színészegyesületben tette le a vizsgáit. Pályáját Sebestyén Mihály (1893–1977) miskolci társulatában kezdte, 1931-ben. 1933–34-ben a Pécsi Nemzeti Színház, 1935-től a Belvárosi Színház tagja volt. 1939 nyarán színészi meghallgatáson vett részt Párizsban, ösztöndíjat nyert, de a világháború lezárta a határokat, és nem mehetett ki oda. Itthon kellett maradnia a Vígszínházban, 1948-ig. A német megszállás alatt nem vállalt fellépést. 1949-től 1956-ig a Fővárosi Operettszínházban, 1949-től 1953-ig a Vidám Színpadon játszott. 1956-tól a budapesti Madách Színház, 1962-től a Petőfi Színház, 1964-től a Nemzeti Színház tagja volt. Második férjével, Lelbach Jánossal, budakeszi közös házukban élte zárkózott életét. 1968-ban kanadai turnén vett részt, 2 évvel később súlyos betegsége (a hongkongi influenza megtámadta örökölten gyenge tüdejét) miatt visszavonult.
Tíz évvel később, 1980 nyarán Vitray Tamás kérésére fellépett a Veszprémi Tévétalálkozón. Babits Mihály „Zsoltár gyermekhangra” című versét mondta el a megrendült közönségnek. Ez volt utolsó nyilvános megjelenése. 1981-ben megjelent „Vallomástöredékek” című könyve. 1983. április 20-án elhunyt.

## Viszonya Márai Sándorral

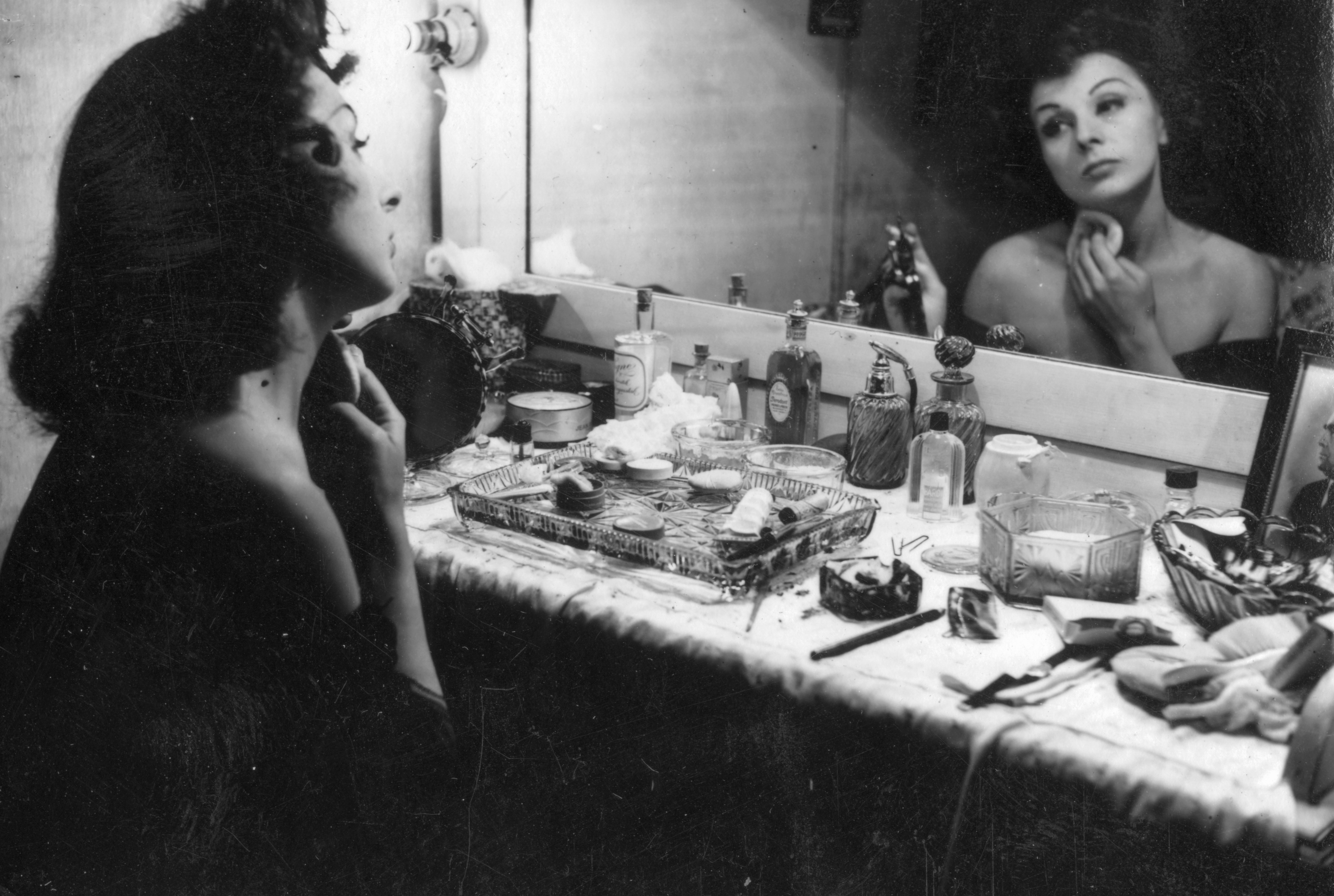
Mezey Mária az öltözőjében (1940)

„Szigethy Gábor irodalomtörténész szerint az ismert színésznő és Márai Sándor  kapcsolata nem mindennapi történet. Viszonyuk a negyvenes évek elején tartott, de titkolniuk kellett, mert Márai nős volt. Az író Sirály című regényéről, amely egy férfi és egy nő dialógusa, korábban azt tartották, hogy nincs valóságalapja, de mára (2006) kiderült: a Sirály a színésznőhöz fűződő viszonyának feldolgozása.”
2011-ben Mezey Mária örököse átadta az irodalomtörténésznek a művésznő rendezetlen levelezését és fényképeit, ezek egyértelmű bizonyítékai a két nagy művész 1941-ben megélt szenvedélyes kapcsolatának. Volt úgy, hogy egy szálloda különböző emeletén szálltak meg, s csak az éjszaka leple alatt találkoztak, nehogy az író feleségét megbántsák. 1943-ban a művésznő már csak baráti üdvözlőkártyát küldött karácsonyra az írónak. 1946 után soha többé nem találkoztak, és írásban sem érintkeztek egymással, de mindkettőjük életének meghatározó momentuma volt e kapcsolat. (Kossuth Rádió, 2011. december 22.)

## Emlékezete
Budakeszin 1988 óta utcanév őrzi emlékét. A település lakója volt 1950–1983 között. Nyughelye a budakeszi temetőben van.
2015. október 10-én mutatta be a Nemzeti Színház a Hoztam valamit a hegyekből – Mezey Mária című darabot sok zenével, amely Mezei Mária életéről, művészetéről szól. A címszerepet Tóth Auguszta játszotta.

## Színházi szerepeiből
- Molnár Ferenc: Liliom (Muskátné)
- Shaw: Warrenné mestersége (Címszerep)
- Zilahy Lajos: Tűzmadár (Karola)
- Scribe: Egy pohár víz (Hercegnő)
- Maugham: Színház (Julia Gosselyn)
- Ibsen: Rosmersholm (Rebekka West)
- Csehov: Három nővér (Mása)
- Aiszkhülosz: Oreszteia (Klütaimnésztra)
- Williams: Az ifjúság édes madara (Alexandra del Lago)
- O’Neill: F.M. Névjegy (Anna Christie)
- Aszlányi Károly: Amerikai komédia (Tony), 1938
- Kemény Egon – Tabi László – Erdődy János: „Valahol Délen” (1956) Nagyoperett 3 felvonásban Bemutató: Fővárosi Operettszínház (ma: Budapesti Operettszínház) 1956. március 30. Színhely: Venezuela, Caracass. Játszódik: a második világháborút követő években. Főszereplők: Petress Zsuzsa, Lolita – Mezey Mária, Sennyei Vera, Gaál Éva, Borvető János, Homm Pál, Rátonyi Róbert, Peti Sándor, Rendező: Dr. Székely György Díszlet: Fülöp Zoltán Kossuth-díjas Jelmez: Márk Tivadar Kossuth-díjas Karmester: Bródy Tamás

„Gáspár Margit:
Azt hiszem, még a Valahol Délen-ről is kéne szólni. Az lényegében megint a Mezei Marinak volt a mennybemenetele; tragikus szerep volt, és nem is főszerep, de nagyszerű énekszámokkal, és ő nagyon szerette. Ez volt az utolsó szerep, amit nálunk játszott.
Fővárosi Operett Színház 1949-1956. Beszélgetés Gáspár Margittal Virágkor tövisekkel”

## A Magyar Rádióban
- Kemény Egon – Ignácz Rózsa – Soós László – Ambrózy Ágoston: „Hatvani diákjai” (1955) Rádiódaljáték 2 részben. Szereplők: Hatvani professzor – Bessenyei Ferenc, Kerekes Máté – Simándy József, a női főszerepben: Petress Zsuzsa, további szereplők: Elmira (özv. füzéresi Füzéressy Szvetozálné, Khetsch Elmira) – Mezey Mária, Tompa Sándor, Sinkovits Imre, Zenthe Ferenc, Bende Zsolt, Horváth Tivadar, Kováts Károly, Hadics László, Gózon Gyula, Csákányi László, Dénes György és mások. Zenei rendező: Ruitner Sándor. Rendező: Molnár Mihály és Szécsi Ferenc. A Magyar Rádió (64 tagú) Szimfonikus Zenekarát Lehel György vezényelte, közreműködött a Földényi-kórus 40 tagú férfikara. 2019 – Kemény Egon kétszeres Erkel Ferenc-díjas zeneszerző halálának 50. évfordulója esztendejében CD-újdonságként jelentek meg a „Hatvani diákjai” és a „Komáromi farsang” című daljátékai eredeti rádió-hangfelvételeinek (1955, 1957) digitalizált (2019) dupla-albumai. kemenyegon.hu
- A Magyar Rádió számos sanzonhangfelvételt készített Kemény Egon műveiből, amelyek sikerét – mások mellett – Mezey Mária előadása és neve fémjelezte, ezek közül legismertebb: Ha visszanézek… (Vers: Gál Zsuzsa, 1957)
- Valentyin Katajev: Egy nap az üdülőben (1949)
- Dienes András: Vak Bottyán (1951)
- Alena Bernasková: Seherezádé részvénytársaság (1954)
- Kun Imre: És elmentek hozzá az emberek... (1958)
- Andrzej Nowicki: Arkanda (1964)
- Mikszáth Kálmán: Két választás Magyarországon (1964)
- Róna Tibor: Húsz éven felülieknek (1964)
- Karel Čapek és Jozef Čapek: A rovarok életéből (1965)
- Aleksandar Obrenović: Don Juan visszatér (1965)
- Illyés Gyula: Lélekbúvár (1966)
- Thornton Wilder: Szent Lajos király hídja (1966)
- Gyárfás Miklós: Tanuljunk könnyen és gyorsan drámát írni! (1968)
- Kaposy Miklós-Mike Klári: A sanzon Magyarországon (1968)
- Karel Čapek: Az ellopott 139/VII. c. üo. sz. irat (1969)
- Tom Stoppard: Albert hídja (1969)
- Gosztonyi János: A meghajszolt szelíd (1970)
- Erle Stanley Gardner: A Bedford-gyémántok (1971)
- Ireneusz Iredynski: Ketten (1974)
- René de Obaldia: A vak könnyei (1974)
- Csiky Gergely: Az udvari kalap (1975)

## Filmjei

### Játékfilmek
- Az aranyember (1936)
- 120-as tempó (1937)
- Pesti mese (1937)
- Egy lány elindul (1937)
- Szívet szívért (1938)
- Megvédtem egy asszonyt (1938)
- Lángok (1940)
- Erdélyi kastély (1940)
- Vissza az úton (1940)
- A kegyelmes úr rokona (1941)
- Egy éjszaka Erdélyben (1941)
- Bűnös vagyok (1941)
- Könnyű múzsa (1947)
- Janika (1949)
- Állami Áruház (1953)
- Az élet hídja (1955)
- Budapesti tavasz (1955)
- A tettes ismeretlen (1957)
- Két vallomás (1957)
- Édes Anna (1958)
- A megfelelő ember (1959)
- Fapados szerelem (1959)
- A Noszty fiú esete Tóth Marival (1960)
- Napfény a jégen (1961)
- Mici néni két élete (1962)
- Fagyosszentek (1962)
- Egyiptomi történet (1962)
- Özvegy menyasszonyok (1964)
- Már nem olyan időket élünk (1965)
- Minden kezdet nehéz (1966)
- Tiltott terület (1968)
- Alfa Rómeó és Júlia (1968)
- A nagy kék jelzés (1969)

### Tévéfilmek
- Szoba a hegyen (1960)
- Férjhez menni tilos (1963)
- Veszedelmes labdacsok (1966)
- Látszat és valóság (1966)
- Reggeli a marsallnál (1967)
- Bors 1–15. (1968)
- Mennyei pokoljárás (1969)
- Randevú (1969)
- Útközben (1970)

## Diszkográfia
- Kemény Egon – Ignácz Rózsa – Soós László – Ambrózy Ágoston: Hatvani diákjai daljáték, CD dupla-album. Breaston & Lynch Média, 2019
- A szívemmel látlak – Hungaroton Classic, (Cass, Comp, RE), 1998  (Kemény Egon – Gaál Zsuzsa: „Ha visszanézek...”)
- A szívemmel látlak – Hungaroton, 1989 (Kemény Egon – Gaál Zsuzsa: „Ha visszanézek...”)
- Kártyaszerelem – Qualiton, LP és kazetta, 1984 (Kemény Egon – Gaál Zsuzsa: „Ha visszanézek...”)

## Díjai, elismerései
- Budapest székesfőváros Rákosi Jenő színészi díj (1963)
- Érdemes művész (1965)
- Kiváló művész (1969)